# 小盐芥
小盐芥（学名：Thellungiella halophila）为十字花科盐芥属下的一个种。